# تاي ارين
تاي ارين (بالإنجليزية: Ty Warren)‏ هو لاعب كرة قدم أمريكية أمريكي، ولد في 6 فبراير 1981 في بريان في الولايات المتحدة.

## وصلات خارجية
- تاي ارين على موقع مرجع كرة القدم المحترفة.كوم (الإنجليزية)
- تاي ارين على موقع IMDb (الإنجليزية)